# Ànec australià
L'ànec australià (Tadorna tadornoides) és una espècie d'ocell de la família dels anàtids (Anatidae) que habita aiguamolls, vores de llacs i praderies des del sud-oest d'Austràlia Occidental, cap a l'est, a través d'Austràlia Meridional i Victòria fins al nord de Nova Gal·les del Sud i Tasmània.